# تاكاهاتا
تاكاهاتا هي بلدية في اليابان، وبلدة في اليابان، تقع في مقاطعة هيغاشياما، بلغ عدد سكانها 23,235 نسمة وذلك حسب إحصائيات سنة 2018، تبلغ مساحتها 180.26 كيلومتر مربع.